# Йорданув (гмина)
Йорданув (пол. Jordanów) — сельская гмина (волость) в Польше, входит как административная единица в Сухский повет, Малопольское воеводство. Население — 10 431 человек (на 2004 год).

## Демография
| Перепись                       | Всего   | Всего | Женщины | Женщины | Мужчины | Мужчины |
| ------------------------------ | ------- | ----- | ------- | ------- | ------- | ------- |
| Единицы                        | человек | %     | человек | %       | человек | %       |
| Население                      | 10 431  | 100   | 5230    | 50,1    | 5201    | 49,9    |
| Плотность населения (чел./км²) | 112,6   | 112,6 | 56,4    | 56,4    | 56,1    | 56,1    |

## Соседние гмины

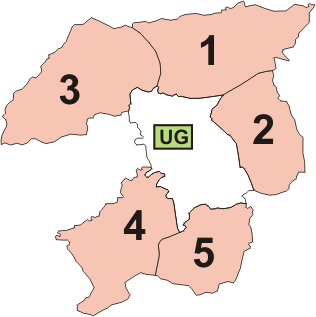
Гмина Йорданув

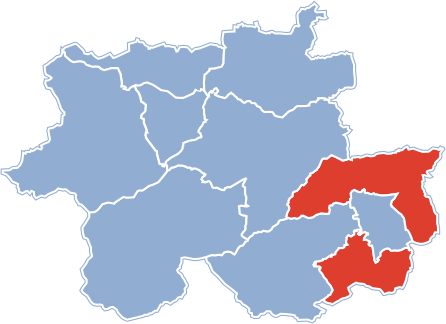
Гмина Йорданув

1. Гмина Быстра-Сидзина
2. Йорданув
3. Гмина Любень
4. Гмина Макув-Подхаляньски
5. Гмина Раба-Выжна
6. Гмина Спытковице
7. Гмина Токарня